# کلیر لیک شورز (تگزاس)
کلیر لیک شورز، تگزاس(به انگلیسی: Clear Lake Shores, Texas) شهری در ایالت تگزاس از ایالات جنوبی ایالات متحده آمریکا است. در سرشماری سال ۲۰۰۰، جمعیت این شهر ۱۲۰۵ نفر اعلام شد.